# Silvio Siano
Silvio Siano est un réalisateur italien né le 12 août 1921 à  Castellammare di Stabia et mort le 4 mai 1990 à Rome.

## Biographie
Réalisateur jusqu'à la fin des années 1960, Silvio Siano a travaillé ensuite comme directeur de production.

## Filmographie partielle (réalisateur)
- 1949 : Napoli eterna canzone (it)
- 1951 : Feu noir (it) (Fuoco nero)
- 1953 : Seuls dans la rue (it) (Soli per le strade)
- 1957 : Saranno uomini
- 1962 : Quand la colère éclate (Sgarro, Lo)
- 1965 : L'Allumeuse (La donnaccia)
- 1965 : La baronne s'en balance (La vedovella)
- 1966 : Baraka sur X 13 (coréalisateur : Maurice Cloche)